# Zeuxidia
Zeuxidia är ett släkte av fjärilar. Zeuxidia ingår i familjen praktfjärilar.

## Bildgalleri

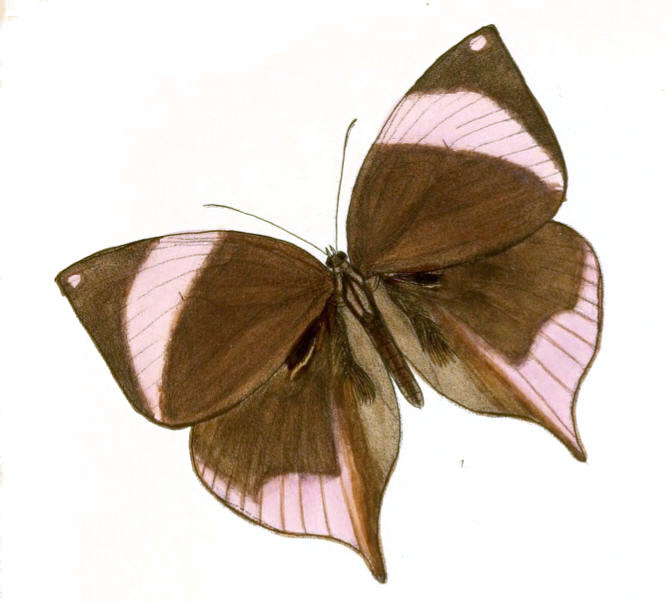

## Dottertaxa tillZeuxidia, i alfabetisk ordning[1]
- Zeuxidia amethystina
- Zeuxidia ameythystus
- Zeuxidia anaxilla
- Zeuxidia aurelia
- Zeuxidia aureliana
- Zeuxidia boisduvalii
- Zeuxidia chersonesia
- Zeuxidia dohrni
- Zeuxidia doubledaii
- Zeuxidia doubledayi
- Zeuxidia euthycrite
- Zeuxidia excelsa
- Zeuxidia horsfieldii
- Zeuxidia luxerii
- Zeuxidia masoni
- Zeuxidia medicieloi
- Zeuxidia mesilauensis
- Zeuxidia mindanaica
- Zeuxidia nicevillei
- Zeuxidia prodigiosa
- Zeuxidia pryeri
- Zeuxidia semperi
- Zeuxidia sibulana
- Zeuxidia succulenta
- Zeuxidia sumatrana
- Zeuxidia therionarca
- Zeuxidia wallacei
- Zeuxidia victrix
- Zeuxidia zambra
- Zeuxidia zelinda